# Dubiivka, Șepetivka
Dubiivka (în ucraineană Дубіївка) este un sat în comuna Horodneavka din raionul Șepetivka, regiunea Hmelnîțkîi, Ucraina.

## Demografie
Componența lingvistică a localității Dubiivka
     Ucraineană (100%)
Conform recensământului din 2001, toată populația localității Dubiivka era vorbitoare de ucraineană (100%).